# David Politzer
Hugh David Politzer (* 31. August 1949 in New York) ist ein US-amerikanischer Physiker und Träger des Nobelpreises für Physik 2004.
Politzer ging auf die Bronx High School of Science, welche er 1966 verließ, um an der University of Michigan zu studieren. Dort machte er 1969 einen Bachelor-Abschluss und promovierte 1974 bei Sidney Coleman an der Harvard University. Anschließend ging er an das California Institute of Technology (Caltech) in Pasadena, wo er derzeit Professor für Theoretische Physik ist.
In seiner ersten veröffentlichten Arbeit, welche 1973 erschien, beschrieb Politzer das Phänomen der Asymptotischen Freiheit, welche besagt, dass die Starke Wechselwirkung zwischen Quarks umso schwächer ist je näher diese beieinander sind. Falls zwei Quarks extrem nah zusammen sind, ist die Wechselwirkung so schwach, dass sie sich fast wie freie Teilchen verhalten. Diese Theorie (welche unabhängig von Frank Wilczek und dessen Doktorvater David Gross formuliert wurde) war ein wichtiger Schritt zur Entwicklung der Quantenchromodynamik. 1974 sagte er mit Thomas Appelquist die Existenz des Charmonium voraus.
2004 erhielt Politzer gemeinsam mit Gross und Wilczek den Nobelpreis für Physik für die Entdeckung der asymptotischen Freiheit in der Theorie der Starken Wechselwirkung. 2003 erhielt er den High Energy and Particle Physics Prize der EPS. Seit 2011 ist er Mitglied der American Academy of Arts and Sciences.
Politzer trat in einer Nebenrolle als der Physiker Robert Serber in dem Film Fat Man and Little Boy (mit Paul Newman) auf, der das Manhattan-Projekt und die Entwicklung der Atombombe zum Thema hat.